# Human (album av OneRepublic)
Human är det femte studioalbumet av det amerikanska pop-rockbandet OneRepublic. Det släpptes den 27 augusti 2021, efter att ha blivit uppskjutet två gånger. Albumet föregicks av fem singlar; Rescue Me, Wanted, Didn't I, Better Days och Run, samt marknadsföringssingeln Somebody To Love.

## Låtlista[2]
| 1.           | Run               | 3:48  |
| 2.           | Distance          | 4:00  |
| 3.           | Someday           | 3:07  |
| 4.           | Didn't I          | 4:27  |
| 5.           | Rescue Me         | 3:39  |
| 6.           | Savior            | 4:01  |
| 7.           | Take Care of You  | 3:48  |
| 8.           | Forgot About You  | 3:53  |
| 9.           | Somebody To Love  | 3:01  |
| 10.          | Wanted            | 3:16  |
| 11.          | Take It Out on Me | 3:27  |
| 12.          | Better Days       | 3:24  |
| Total längd: | Total längd:      | 43:51 |

| 13.          | Wild Life                | 4:27  |
| 14.          | Ships + Tides            | 4:56  |
| 15.          | Someday (Acoustic)       | 3:05  |
| 16.          | Lose Somebody (med Kygo) | 3:19  |
| Total längd: | Total längd:             | 50:36 |